# زدراکو رایکوف
زدراکو رایکوف (صربی سیریلیک: Здравко Рајков - صربی لاتین: ‎Zdravko Rajkov)
(زادهٔ ۵ دسامبر ۱۹۲۷ – درگذشتهٔ ۳۰ ژوئیه ۲۰۰۶) بازیکن و سرمربی فوتبال اهل یوگسلاوی بود که در طی سال‌های ۱۳۴۷ تا ۱۳۵۶ سرمربی‌گری تیم تاج و سپاهان و تیم‌های ملی فوتبال جوانان و بزرگ‌سالان ایران را بر عهده داشت.
رایکوف در میان سال‌های ۱۳۴۸ تا ۱۳۵۵ سرمربی‌گری تیم فوتبال باشگاه فوتبال تاج را بر عهده داشت و در این سال‌ها توانست نخستین قهرمانی تیم فوتبال تاج را در جام باشگاه‌های آسیا در سال ۱۳۴۹ به ارمغان آورد و دو بار نیز در سال‌های ۱۳۴۹ و ۱۳۵۳ با این تیم لیگ سراسری فوتبال ایران را فتح کرد. وی در کنار فابیو جانواریو از اسطوره‌های خارجی استقلال هستند. وی همچنین یک سال سرمربی تیم سپاهان اصفهان بود.
رایکوف همچنین دو بار عنوان قهرمانی جام باشگاه‌های تهران و یک دوره نایب قهرمانی جام حذفی باشگاه‌های تهران را کسب کرده است.
بسیاری از اسطوره‌های کنونی باشگاه استقلال که نام و آوازه درخور توجهی کسب کرده‌اند توسط رایکوف به فوتبال ایران شناسانده شدند که از جمله آن‌ها می‌توان به ناصر حجازی، منصور پورحیدری، حسن روشن، غلامحسین مظلومی و جواد قراب اشاره کرد.

## زندگی ورزشی
زدراوکو رایکوف روز ۵ دسامبر ۱۹۲۷ در شهر کو، روگ یوگسلاوی سابق به دنیا آمد. رایکوف که در جام‌های جهانی و المپیک‌های دهه پنجاه میلادی یکی از بهترین بازیکنان تیم ملی یوگسلاوی سابق بود، در تابستان سال ۱۳۴۷ به ایران آمد و به‌طور هم‌زمان مسوولیت امور فنی تیم‌های ملی بزرگسالان و جوانان ایران را برعهده گرفت.
او برای حضور در ایران قرارداد ۲ ساله‌ای را با فدراسیون فوتبال منعقد کرد و تا پایان دوران قراردادش یعنی تا تابستان سال ۴۹ صاحب این مسئولیت ماند. رایکوف پس از پایان قرارداد با فدراسیون فوتبال ۷ سال دیگر در ایران ماند و با مربی‌گری در باشگاه‌های استقلال و سپاهان به مرور تبدیل به یکی از موفق‌ترین مربیان خارجی تاریخ فوتبال ایران شد.

## پیشینه حرفه‌ای

### دوران بازیکنی
زدراکو رایکوف بازیکنی در خط میانی و خط حمله باشگاه‌های فوتبال یوگسلاوی سابق بود. بیشتر دوران بازیکنی رایکوف در باشگاه ووی‌وودینا سپری شد و او ۱۲ فصل را در این تیم گذراند. پس از آن یک فصل را در لوزان اسپورت سوییس بازی کرد و سپس راهی اف‌سی بیل بین شد. او در ۲۲۰ بازی باشگاهی میان سال‌های ۱۹۵۰ تا ۱۹۶۶ (برابر با ۱۳۲۹ تا ۱۳۴۵) ۹۴ گل برای این تیم‌ها در رقابت‌های باشگاهی به ثمر رساند.
رایکوف عضو تیم ملی یوگسلاوی سابق بود و به علت دید خوب و وسیع خود در فوتبال هم‌زمان مشاور مربی تیم ملی کشورش هم بود. از سال ۱۹۵۱ تا ۱۹۵۸ در ۲۸ بازی برای تیم ملی فوتبال یوگسلاوی سابق به میدان رفت و در این بازی‌ها ۱۱ گل را برای تیم کشورش به ثمر رساند. او در بازی‌های المپیک ۱۹۵۶ ملبورن و جام جهانی فوتبال ۱۹۵۸ سوئد عضو تیم ملی یوگسلاوی بود و در دیدار برابر پاراگوئه در مرحله گروهی جام جهانی زننده گل سوم تیم‌اش بود.

### دوران مربی‌گری

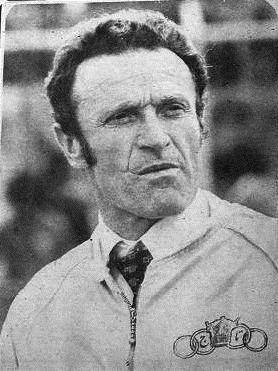
رایکوف در دهه ۱۹۷۰ میلادی

رایکوف پس از پایان دوره بازیکنی به مربی‌گری رو آورد و در تیم‌های مختلفی در کشورها و قاره‌های گوناگون به مربی‌گری پرداخت. تیم‌هایی که او سکان هدایت‌شان را به دست گرفت شامل دو تیم ملی و چهار تیم باشگاهی می‌شود. از شش دوره مربی‌گری رایکوف، سه دوره آن در ایران بوده است.

#### مربی‌گری در یوگسلاوی
رایکوف در ۲۷ سالگی به سوئیس رفت و در آنجا مدتی به عنوان بازیکن و مربی اقامت داشت. سپس به یوگسلاوی برگشت و در سال ۱۳۴۶ مربی تیم سابق خودش ووی وودینا شد و این تیم را قهرمان یوگسلاوی سابق کرد. بعد از آن به ایران آمد و هدایت تیم‌های ملی جوانان و بزرگ‌سالان را برعهده گرفت.

#### مربی‌گری در ایران

##### تیم‌های ملی جوانان و بزرگ‌سالان ایران
رایکوف در سال ۱۳۴۷ با قراردادی دو ساله با فدراسیون فوتبال ایران به سمت سرمربی‌گری تیم ملی فوتبال جوانان و بزرگ‌سالان ایران منصوب شد. در این سال‌ها داوود نصیری مدیر تیم‌های ملی فوتبال ایران بود. رایکوف با تیم ملی فوتبال در جام بین‌المللی دوستی در سال ۴۷ نتایج خوبی گرفت اما در سال ۱۳۴۸ در جام اکو عملکرد خوبی نداشت و مغلوب ترکیه شد. این نتایج در حالی به دست آمد که انتظارات از تیم ملی ایران پس از قهرمانی در جام ملت‌های آسیا ۱۹۶۸ فزونی یافته بود.
در رده جوانان نیز در سال ۱۳۴۸ تیم ملی جوانان به رهبری رایکوف در مسابقات جوانان آسیا در تایلند حضور یافت و پس از شکست مقابل میزبان در نیمه نهایی، در بازی رده‌بندی اسرائیل را شکست داد و به مقام سومی دست یافت. سال ۱۳۴۹ دوره بعدی بازی‌های قهرمانی جوانان آسیا در فیلیپین برگزار شد و تیم ملی جوانان ایران دوباره با رایکوف راهی مسابقات شد. در این دوره از سوی فدراسیون فوتبال ایران تیمی ناخالص به مسابقات روانه شد. تیمی که چند بازیکن بالای ۲۰ سال داشت. در آن زمان سقف سنی بازیکنان در تیم‌های جوانان ۲۰ سال بود اما تیمی که به مانیل رفت، بازیکن ۲۱ ساله (مثل محمود خوردبین و مسعود معینی)، بازیکن ۲۲ ساله (مثل منصور رشیدی) و بازیکن ۲۳ ساله (مثل علی پروین، فریدون معینی و اکبر کارگرجم) داشت. ایران در مرحله یک چهارم نهایی به کره جنوبی باخت و حذف شد. پروین یک ضربه پنالتی را در این دیدار از دست داد.
نتایجی که رایکوف در ابتدای حضور خود در ایران همراه با تیم ملی و تیم جوانان کسب کرد رضایت‌بخش نبود و باعث شد که فدراسیون فوتبال تمایلی برای تمدید قرارداد با او نداشته باشد. رایکوف در آن سال هم‌زمان مربی‌گری تیم تاج را نیز بر عهده داشت و پس از پایان قرارداد با فدراسیون فوتبال ایران از تیم‌های ملی جوانان و بزرگ‌سالان ایران جدا شد و به‌طور تمام‌وقت به مربی‌گری در باشگاه تاج مشغول شد.

##### تاج

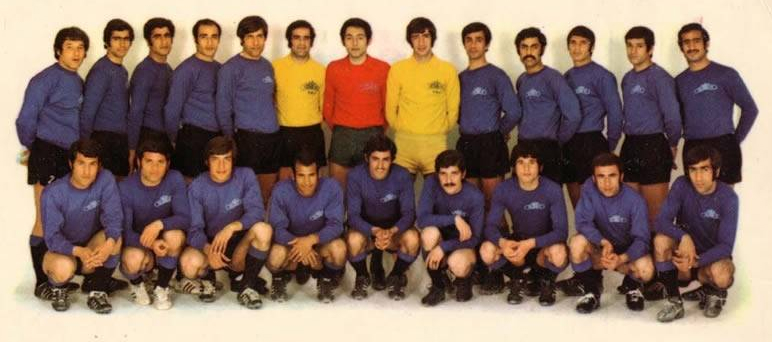
تیم تاج تهران قهرمان جام باشگاه‌های آسیا در سال ۱۳۴۹

از حضور رایکوف در باشگاه تاج تهران به عنوان نقطه عطفی در تاریخ این باشگاه یاد می‌شود. رایکوف بر خلاف نتایج نه چندان خوبی که در حضور کوتاه‌مدت خود در تیم‌های ملی کسب کرده بود، دوران باشگاهی موفقی را در تاج سپری کرد. او در بهار سال ۴۹ با این تیم قهرمان لیگ ایران (جام منطقه‌ای) شد و نخستین قهرمانی این باشگاه در قاره آسیا را نیز به ارمغان آورد تا یکی از باشکوه‌ترین فصل‌های تاریخ باشگاه تاج را رقم زده باشد.
تاج با مربی‌گری رایکوف در سال‌های ۱۳۴۹ و ۱۳۵۰ مسابقات فوتبال باشگاه‌های تهران را فتح کرد. جام قهرمانی تورنمت میلز هندوستان نیز دو سال پیاپی به تاج رسید. در سال ۱۳۵۲ تاج قهرمان مسابقات بین‌المللی جام دوستی شد و سرانجام در سال ۱۳۵۳ آبی‌پوشان تهران عنوان قهرمانی دومین دوره لیگ فوتبال باشگاه‌های ایران جام تخت جمشید را با رهبری رایکوف به دست آوردند.
او در آبان ماه سال ۱۳۵۵ با شکست چهار بر یک برابر صنعت نفت در تهران از سرمربی‌گری تاج برکنار شد.

##### تفکیک عملکرد رایکوف در تاج
رایکوف مجموعاً در ۱۷۵ بازی رسمی هدایت تاج را برعهده داشت که در جدول زیر این عملکرد را مشاهده می‌کنید

رایکوف حدوداً در ۱۳ بازی غیررسمی نیز تاج را هدایت کرده است (۷ بار در جام میلز هندوستان - ۳ بازی در جام علم - ۲ بازی در جام اتحاد)
| زدراکو رایکوف       |      |     |       |      |      |      |       |         |
| عنوان               | بازی | برد | مساوی | باخت | گ. ز | گ. خ | تفاضل | امتیاز* |
| لیگ تخت جمشید       | ۱۰۰  | ۵۱  | ۳۳    | ۱۶   | ۱۳۲  | ۶۶   | ۶۶    | ۱۳۵     |
| لیگ منطقه‌ای         | ۱۹   | ۱۲  | ۲     | ۵    | ۳۹   | ۱۷   | ۲۲    | ۲۶      |
| مقدماتی لیگ منطقه‌ای | ۳    | ۳   | ۰     | ۰    | ۵    | ۱    | ۴     | ۶       |
| جام باشگاه‌های تهران | ۳۶   | ۲۹  | ۷     | ۰    | ۷۹   | ۱۸   | ۶۱    | ۶۵      |
| جام باشگاه‌های آسیا  | ۱۰   | ۷   | ۱     | ۲    | ۲۰   | ۹    | ۱۱    | ۱۵      |
| جام حذفی تهران      | ۶    | ۵   | ۰     | ۱    | ۱۶   | ۴    | ۱۲    | ۱۰      |
| جام حذفی ایران      | ۱    | ۰   | ۱     | ۰    | ۱    | ۱    | ۰     | ۱       |
| جمع                 | ۱۷۵  | ۱۰۷ | ۴۴    | ۲۴   | ۲۹۲  | ۱۱۶  | ۱۷۶   | ۲۵۸     |

##### سپاهان
رایکوف در سال ۱۳۵۵ از تاج جدا شد و به تیم سپاهان اصفهان پیوست. حضور او در تیم سپاهان ادامه‌دار و موفق نبود و رایکوف در سال ۱۳۵۶ ایران را برای همیشه ترک کرد در حالی که تأثیر حضور او را در فوتبال ایران بر جای ماند. اعتماد رایکوف به جوان‌های پرانگیزه ثمرات فراوانی را برای فوتبال ایران در دهه ۵۰ و اوایل دهه ۶۰ به همراه آورد.

#### مربی‌گری در الجزایر
رایکوف در سال ۱۹۸۰ و دو سال پس از ترک ایران، به قاره آفریقا رفت و سرمربی تیم ملی فوتبال الجزایر شد. حضور رایکوف در تیم ملی الجزایر بیشتر از یک سال به طول نینجامید با این‌حال حضوری تأثیرگذار بود. الجزایر دو سال بعد در جام جهانی ۱۹۸۲ به واسطه فعالیت‌های زیربنایی در فوتبال، آلمان غربی و شیلی را برد و شگفتی‌ساز جام لقب گرفت.

#### مربی‌گری در اسپانیا
پس از جدا شدن از تیم ملی الجزایر رایکوف راهی اسپانیا شد در نوامبر ۱۹۸۱ به عنوان مربی تیم فوتبال باشگاه کوردوبا برگزیده شد. او سال‌های ۱۹۸۱ و ۸۲ هدایت این تیم را در لیگا ادلانته بر عهده داشت. دوران مربی‌گری رایکوف در اسپانیا نتایج در خور توجهی را برای او به همراه نداشت. کوردوبا در فصل اول مربی‌گری رایکوف رتبه سیزدهم لیگا ادلانته را به خود اختصاص داد و در فصل بعد با شروع بد بازی‌ها از سمت خود برکنار شد.

## بازنشستگی و مرگ
زدراکو رایکوف پس از مربی‌گری در کوردوبا و در ۵۵ سالگی خود را از فوتبال بازنشسته کرد. تا سال‌ها خبری از او در محافل ورزشی شنیده نمی‌شد و جامعه فوتبال ایران هم از او بی‌خبر بود. سی سال پس از ترک باشگاه تاج (استقلال فعلی) توسط رایکوف و در زمستان سال ۱۳۸۵ مسئولان باشگاه استقلال اعلام کردند که در پی یافتن او و دعوت‌اش به تهران برای تجلیل و قدردانی از او هستند اما آن هنگام چند ماه از مرگ مربی پیشین استقلال در سوی دیگر جهان می‌گذشت. رایکوف در ۳۰ ژوئیهٔ ۲۰۰۶ در سن ۷۸ سالگی در مکزیکوسیتی درگذشت.

## تأثیر رایکوف بر فوتبال ایران
فوتبال استقلال - بلکه فوتبال ایران - را می‌توان به دو بخش تقسیم کرد: قبل از رایکوف، و بعد از رایکوف. پیش از رایکوف تنها بازی کردن مهم بود. بازیکنان در تمرینات به دویدن دور زمین و نرمش کردن اکتفا می‌کردند و در مدرن‌ترین حالت پشت سر هم صف می‌کشیدند و به تمرین شوت می‌پرداختند و در نهایت ۱۱ به ۱۱ بازی می‌کردند. رایکوف تمرینات را در فوتبال ایران دگرگون کرد.
در تمرین رایکوف، گرم کردن و نرمش از بدن‌سازی جدا بود. او «تمرینات فیزیکی» را یکی از پایه‌های اصلی تمرین می‌دانست. رایکوف در بدن‌سازی استفاده از وزنه، هالتر و توپ مدیسن‌بال را رایج کرد. او تمرین‌ها را به چند بخش تقسیم کرد. تمرین دفاع از تمرین حمله جدا بود و تمرین توپ‌گیری، با تمرین حفظ توپ تفاوت داشت. تمرین برای شوت‌زنی و گل‌زنی، یک رشته جداگانه بود که باید در شرایط بازی یا نزدیک به بازی اجرا می‌شد. رایکوف «دریبل زدن» را هم آموختنی می‌دانست. او به‌ویژه در تیم جوانان ایران در هر روز تمرین دریبل زدن را از اصلی‌ترین بخش‌های تمرین قرار می‌داد. رایکوف برای «سر زدن» هم تمرینات ویژه‌ای داشت و برای «جاگیری» در حالت دفاعی یا تهاجمی نیز بازیکنان را به تمرینات تازه‌ای وامی‌داشت.
او تکل را هم آموزش می‌داد. همین‌طور انواع توپ زدن و انواع استپ کردن را. کارهایی که پیش از او در فوتبال ایران رایج نبود و انجام نشده بود.
شیوه تمرینات رایکوف به گونه‌ای بود که بازیکنانش پس از طی یک دوره تمرینی، مهارت‌های تکنیکی، برتری‌های تهاجمی و قابلیت‌های دفاعی تازه‌ای پیدا می‌کردند.
پیش از رایکوف، تمرین در فوتبال ایران هفته‌ای سه جلسه بود. تمرین روز پیش از بازی منع می‌شد. تمرین فردای بازی – که امروز تحت عنوان ری‌کاوری لازم‌الاجراست - قدغن بود. برنامه برای تمرین وجود نداشت چرا که ضرورت نداشت. رایکوف برای فوتبال ایران «برنامه تمرین» آورد. تمرین اول هفته، تمرین روز دوم، تمرین روز سوم (اوج تمرین تاکتیکی) تمرین روز چهارم (با توجه بیشتر به مرور دستورهای حرکتی)، تمرین روز پنجم (با اصل قرار دادن ضربه‌های آزاد و پرتاب اوت) تمرین روز ماقبل مسابقه (یادآوری‌کننده وظایف روز مسابقه).